# South Bristol (Maine)
South Bristol – miasto w Stanach Zjednoczonych, w stanie Maine, w hrabstwie Lincoln.